# Szovát (keresztnév)
A Szovát szláv eredetű régi magyar személynév, ami valószínűleg a Szvat- elemet tartalmazó szláv nevekkel függ össze, aminek a jelentése ma szent de régen azt jelentette erős, hatalmas. Más magyarázat szerint a Szórád, Szólát név alakváltozata.

## Gyakorisága
Az 1990-es években szórványos név, a 2000-es években nem szerepel a 100 leggyakoribb férfinév között.

## Névnapok
- július 13.[2]

## Egyéb Szovátok
- Bágyogszovát
- Hajdúszovát
- Magyarszovát